# Jules César (Astérix)
Pour les articles homonymes, voir Jules César (homonymie).
Jules César est un personnage de la bande dessinée Astérix, librement inspiré du personnage historique Jules César.

## Portrait physique

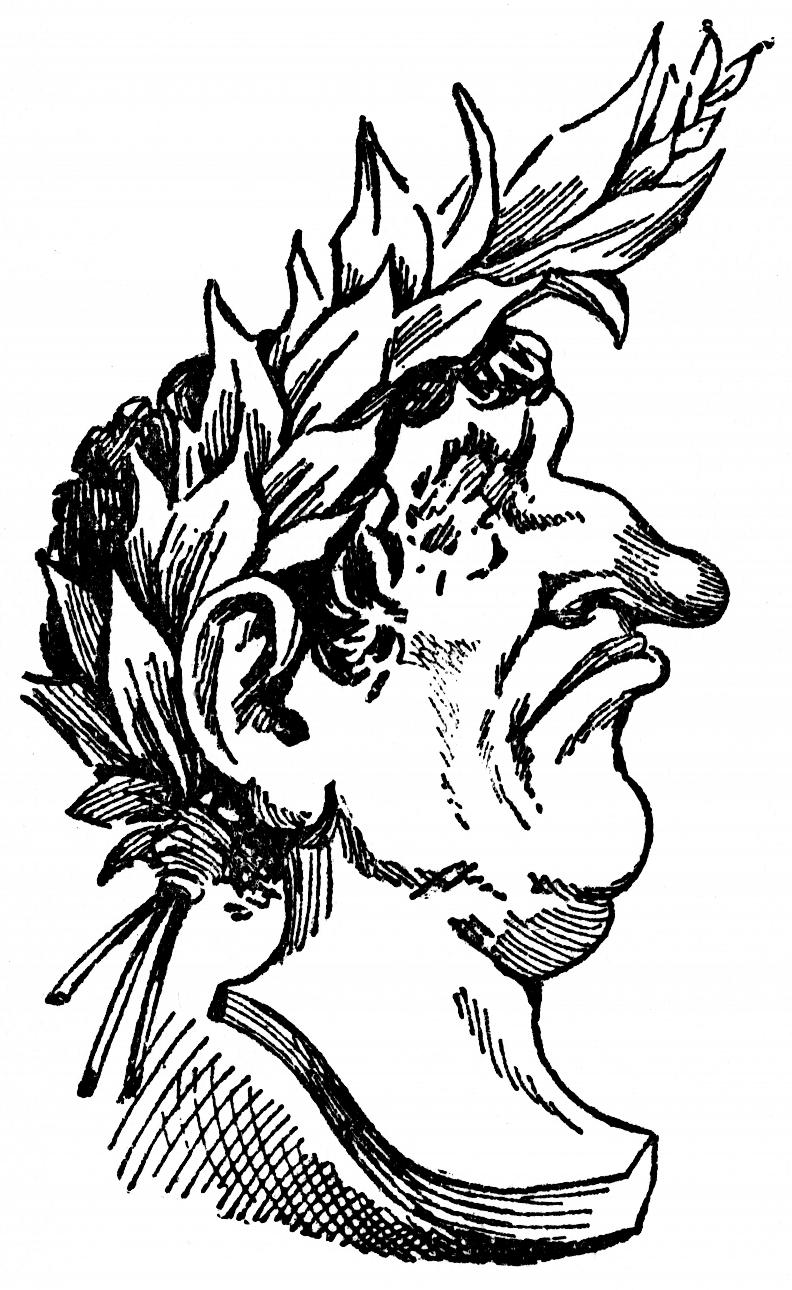
Caricature de Jules César dès 1900 (Bill Nye).

Jules César apparaît dès la première planche de la série dans l'histoire Astérix le Gaulois. Physiquement, il possède alors un visage rond et un long nez droit, mais à la fin de l'album son physique a changé spectaculairement puisqu'il possède désormais un visage fin et un nez toujours long, mais cette fois cassé. De plus, il est représenté avec le front dégarni, un menton volontaire et une glotte proéminente. Cette dernière représentation est son physique définitif, inspirée des figures sur les pièces de monnaies et de la description de l'écrivain Suétone.

## Traitement du personnage historique
Le personnage historique qu'est Jules César est traité dans la série d'une manière plutôt burlesque tout en sachant aussi à la fois sauvegarder la dignité du personnage. S'il n'est jamais atteint physiquement par les coups (à part une pierre lancée par le jeune Ibère Pépé) ni menacé dans sa fonction, du moins par les irréductibles Gaulois, son rôle de grand homme est régulièrement parodié. À commencer par ses célèbres citations, parodiées dans la série, ainsi le célèbre « Veni, vidi, vici » est mis à toutes les sauces et devient « Veni, vidi et je n'en crois pas mes yeux » ou encore « Veni, vidi et j'ai compris ». Dans l'histoire Astérix chez les Belges, il s'écrie à un sénateur qui l'ennuie avec un discours sur la sécheresse dans les plantations de choux « Tu sais où tu peux te la mettre la brassica », le greffier est alors sommé par le président de séance de supprimer la dernière intervention de César, car cela fera mauvais effet pour les générations futures. Sa façon de parler de lui à la troisième personne dans ses livres est également moquée dans l'histoire Le Domaine des dieux avec un dialogue simplement surréaliste entre César et l'un de ses conseillers.
La préoccupation de Jules César à vouloir tenir une grande place dans l'Histoire comme un homme digne est aussi moquée en le faisant perdre son sang froid dans certaines situations où il n'arrive pas à se faire craindre et respecter. Ainsi dans le récit Astérix légionnaire, il entre, en pleine conférence militaire, dans une forte colère après avoir été interrompu par l'Égyptien Courdeténis qui le prend pour un organisateur de vacances. De même, dans Astérix chez les Belges, il s'écrie au chef pirate venu le voir pour lui parler du naufrage de son bateau par les légions romaines « Va voir chez les Belges si j'y suis ! ». Il est toutefois rétabli dans son statut de personnage historique, en mettant plusieurs fois sa clémence en avant. Ainsi dans Astérix légionnaire, il laisse repartir librement Tragicomix en Gaule, il en fait de même avec Assurancetourix et les gladiateurs dans l'album Astérix gladiateur. Dans l'histoire Astérix chez les Belges, il conclut la paix avec les Gaulois en échange de sa bienveillance. Finalement, l'aura historique de Jules César n'est jamais atteinte et bien que souvent malmené dans la série, son prestige est toujours rétabli.

## Lien avec Brutus
Dans Astérix, Brutus est considéré comme le fils adoptif à part entière de César, Auguste n'apparaissant pas du tout. Dans le film Astérix aux Jeux olympiques, il semble être aussi son fils biologique. Dans les albums scénarisés par Uderzo, Brutus est généralement vu comme un idiot, mais peu dangereux. Ce personnage sert surtout à placer des blagues adressées à ceux qui connaissent l'histoire : César lui lance en de nombreuses occasions Tu quoque mi fili, l'expression prenant un sens absolument insignifiant par rapport à son utilisation historique. Dans Le Devin, un prophète indique à César qu'il n'aura rien à craindre tant que Brutus serait près de lui, et comble de l'ironie Brutus tient un poignard au même moment.

## Médias

### Adaptations au cinéma

#### Films d'animation
Plusieurs comédiens ont prêté leurs voix à Jules César :
- 1967 : Astérix le Gaulois avec Jacques Mauclair.
- 1968 : Astérix et Cléopâtre avec Jean Parédès.
- 1976 : Les Douze Travaux d'Astérix avec Jean Martinelli.
- 1985 : Astérix et la Surprise de César avec Serge Sauvion.
- 1986 : Astérix chez les Bretons avec Serge Sauvion.
- 1994 : Astérix et les Indiens avec Robert Party.
- 2014 : Astérix : Le Domaine des dieux avec Philippe Morier-Genoud.
- 2018 : Astérix : Le Secret de la potion magique avec Philippe Morier-Genoud.

Jules César n'apparait pas dans Astérix et le Coup du menhir sorti en 1989 et Astérix et les Vikings sorti en 2006 mais y est mentionné.

#### Attractions au Parc Astérix
Au sein du célèbre parc d'attractions, l'image de Jules César est bien sûr très présente.
Dès l'ouverture, une attraction porte même son nom : Le Carrousel de César. Son image est y également présente sur les décorations de l'attraction.
Lors de la saison 1998 est créé Les Espions de César. Si le personnage n'est pas présent, son ombre y plane quand même car les usagers du parcs embarquent dans des chars évoluant sur des rails et sont supposés jouer le rôle d'espion à la solde du camp romain.
En 2008, Le Défi de César ouvre ses portes. César y apparaît sous la forme d'une animatronique, s'exprimant avec la voix de Robert Hossein et tout le scénario tourne autour de son désir de former de nouvelles recrues pour ses légions.
La nouveauté 2019 du Parc est Attention Menhir !, un film d'animation, réalisé par François-Xavier Aubague et Arnaud Bouron, projeté dans un nouveau cinéma 4-D. Ce dernier prend place dans le Cinématographe situé dans La Rue de Paris, renommé pour l'occasion Les Studios Idéfix, en référence aux studios du même nom. Le style graphique de ce film d'animation est basé sur les deux films réalisés par Alexandre Astier et Louis Clichy. En revanche, si la distribution vocale reprend certaines voix de ses deux films, César est cette fois-ci interprété par Philippe Spiteri. Aussi, il n'apparaît pas dans le film lui-même mais seulement en ombre chinoise dans le pré-show présenté aux spectateurs avant leur entrée dans la salle de projection.
César est également présent en dehors des attractions. Par exemple dans le spectacle Gaulois - Romains : le match ! où il apparaît dans des images projetées sur écran géant, interprété par un acteur de chair et d'os.

#### Films en prises de vues réelles
- 1999 : Astérix et Obélix contre César de Claude Zidi, il est interprété par Gottfried John (doublé en français par Michel Elias).
- 2002 : Astérix & Obélix : Mission Cléopâtre d'Alain Chabat, il est interprété par Alain Chabat.
- 2008 : Astérix aux Jeux Olympiques de Frédéric Forestier et Thomas Langmann, il est interprété par Alain Delon.
- 2012 : Astérix et Obélix : Au service de sa Majesté de Laurent Tirard, il est interprété par Fabrice Luchini.
- 2023 : Astérix et Obélix : L'Empire du Milieu de Guillaume Canet, il est interprété par Vincent Cassel.

### Séries d'animation
- 2025 : Astérix et Obélix : Le Combat des chefs avec Laurent Lafitte.

### Jeux vidéo
Jules César tient aussi un rôle important dans la plupart des jeux vidéo Astérix où il est souvent l'antagoniste principal :
- Astérix : La Bataille des Gaules, 1999 développé et édité par Infogrames : Panoramix envoie Astérix et Obélix à la recherche d'ingrédients pour une nouvelle potion disséminés dans toute la Gaule qu'il faut reconquérir face aux légions de César. Le visage de César apparaît en médaillon sur la carte lorsque c'est le tour des Romains d'attaquer. La dernière mission du jeu consiste à se rendre à Rome pour s'emparer des lauriers de César comme dans l'album Les Lauriers de César et comme dans cet album, Astérix se rend au Palais de César puis au Cirque Maxime pour affronter les fauves (3 Lions) ainsi que 6 Gladiateurs, et tenter de s'emparer de la couronne de lauriers que César a sur sa tête dans la tribune d'honneur.

Et il est notamment présent dans les trois jeux développés par Étranges Libellules et édités par Atari, sans que les génériques de fin n'indiquent qui se charge sa voix dans les trois cas :
- Astérix et Obélix XXL, 2004 : Il a fait enlever les habitants du village pendant qu'Astérix, Obélix et Idéfix étaient à la chasse au sanglier et les a fait embarquer sur deux galères qui doivent les disséminer des prisons de différentes parties de l'Europe et de l'Empire romain. Il est aussi le boss de fin du jeu mais on ne l'affronte pas directement, il pilote à distance la machine infernale qu'il faut affronter.
- Astérix et Obélix XXL 2 : Mission Las Vegum, 2005 : Il semble avoir rallié Panoramix de son côté et fait enlever trois puissants druides grâce à son aide, Septantesix le druide belge, Garmonparnas le druide grec et Kerøsen le druide viking, dont il compte utiliser les pouvoirs pour bâtir une armée de légionnaires invincibles au parc de Las Vegum qui lui permettra ensuite de vaincre enfin les irréductibles Gaulois, il est à nouveau l'un des boss du jeu mais cette fois l'avant-dernier. Contrairement à la bande dessinée, aux adaptations à l'écran et aux précédents jeux vidéo, on le voit pour la première fois lutter au corps à corps avec les Gaulois et pouvant être atteint par leurs coups dans ce jeu. César s'est en fait multiplié en de nombreux clones de lui-même grâce à une potion magique, peut-être s'agit-il de la potion de Panoramix augmenté du lait de licorne à deux têtes comme dans le film Astérix et Obélix contre César sorti en 1998, cette potion permettant de dédoubler le consommateur en plus de la force surhumaine qu'elle lui accorde. Il s'agit d'une référence à l'Agent Smith qui crée de multiples doubles de lui-même dans Matrix. Il est cependant possible que seuls les doubles de César affrontent les Gaulois et que l'original ne prenne pas part au combat.
- Astérix aux Jeux olympiques, 2007 : Brutus et ses complices étant les principaux antagonistes, il ne fait ici que de brèves apparitions dans les cinématiques où on voit sa tête en médaillon et où on entend parfois sa voix crier "Brutuuuuuus !" quand une des tentatives de tuer son père échoue, on le voit aussi de loin dans la tribune d'honneur du stade au côté du roi Samagas et de sa fille la princesse Irina pendant les épreuves olympiques.